# IF 엘프스보리
IF 엘프스보리는 스웨덴의 축구 클럽팀으로 보로스에 연고지를 두고 있다. 1904년 6월 26일에 Borås Fotbollslag로 창단하였다. 엘프스보리는 다섯 번의 리그 우승과 두 번의 컵 우승 기록을 가지고 있다. 현재는 스웨덴 최상위 리그인 알스벤스칸에서 플레이하고 있다.

## 역대 성적
- 알스벤스칸

우승 (6) : 1935-36, 1938-39, 1939-40, 1961, 2006, 2012
준우승 (5) : 1942-43, 1943-44, 1944-45, 1965, 1977
- 스웨덴 컵

우승 (2) : 2001, 2003
준우승 (3) : 1942, 1980-81, 1996-97
- 스웨덴 슈퍼컵

우승 (1) : 2007

## 선수 명단

### 현역
참고: FIFA 자격 규정에 따라 소속된 국가대표팀 국기를 표시합니다. 선수는 복수의 FIFA 비회원국 국적을 가지고 있을 수 있습니다.
| 번호 | 포지션 | 국적 | 이름          |
| ---- | ------ | ---- | ------------- |
| 8    | DF     |      | 세바스찬 홀멘 |
| 14   | FW     | 가나 | 잘랄 압둘라이 |

| 번호 | 포지션 | 국적 | 이름                   |
| ---- | ------ | ---- | ---------------------- |
| 17   | FW     |      | 페르 프리크            |
| 23   | DF     |      | 니클라스 훌트          |
| 30   | GK     |      | 마커스 분드고르 쇠렌센 |